# حسن علاوي
حسن علاوي (11 نوفيمبر 1961 - ) سياسي مغربي وُلد في قرية أكلموس من ضواحى خنيفرة. ينتمي إلى أسرة تعد من أعيان قبائل زيان المغربية. هاجر والده بهدف تدريسه، والتحق بإحدى الزوايا الصوفية وحفظ القرآن الكريم وعلوم الشريعة والفقه، ثم انتقل إلى مدينة مريرت وهي المدينة التي درس بها حسن علاوي دراسته الابتدائية التي أتمها بامتياز قبل أن ينتقل إلى مدينة مراكش لإتمام دراسته الإعدادية والثانوية والجامعية.
- في سنة 1991 التحق بحزب الاستقلال واختير ليخوض الانتخبات البلدية سنة 1992 في أقوى دائرة.
- فاز بمقعد في البرلمان وشغل منصب مقرر الميزانية حتى سنة 1997. وفي السنة ذاتها قررت قبيلة آيت بومزوغ إرسال وفد من أعيانها لإقناع حسن علاوي بالترشح بالجماعة القروية اكلمام، وقبل حسن علاوي وفاز بالانتخابات لكنه فشل في انتزاع الرئاسة. ليقود معارضة بناءة استطاع من خلالها أن يحصل على دعم داخل المجلس.
- فاز برئاسة المجلس سنة 2001 وأعطي انطلاقة لحزمةٍ من المشاريع كانت كفيلة بحلِّ جزءٍ كبير من العزلة عن قبائل زيان ويحافظ على رئاسة المجلس.
- في سنة 2007 جرت تزكيته بالإجماع من أجل خوض الانتخابات التشريعية في السنة نفسها باسم حزب الاستقلال وفاز في الانتخابات وقام بالدفاع عن المشاكل المرتبطة بالوطن بشكل عام وفي إقليم خنيفرة بشكل خاص.
- في سنة 2009 مثل البرلمان المغربي في أديس أبابا في البرلمان الدولي.
- في 2011 دعي من قبل مركز دراسات القدس في أنقرة إلى جانب الدكتور سعد الدين العثماني في الأيام الدراسية للتجربة الديمقراطية التركية.